# Juan el Jorobado
Juan el Jorobado o Juan Gibbo (en latín: Flavius Ioannes qui est Gibbus, floruit 492-499) fue un general y político del Imperio Romano Oriental.

## Biografía
Juan era nativo de Selimbria, actual Silivri en Turquía. 
Entre 492 y 499, fue magister militum praesentalis. En dicha capacidad fue uno de dos generales del emperador Anastasio I (r. 491–518) durante la guerra isauria de 492–497, junto con Juan el Escita. En 492 fue uno de los comandantes del ejército romano durante la batalla de Cotyaeum y al año siguiente obtuvo una victoria clave contra los isaurios después de haber liberado al ejército de Diogeniano en Claudiopolis. En 498, un año después de la victoria final sobre los isaurios,  Juan capturó a los últimos dirigentes enemigos, Longino de Selinunte e Indes, y los envió al emperador.
Anastasio se mostró muy complacido con la victoria y premió ampliamente a sus generales victoriosos: Juan el Escita fue nombrado cónsul en 498, mientras Juan el Jorobado fue consul sine collegis en 499.
Según una historia recogida por Procopio de Caesarea (Anécdotas, VI.5-9), Juan sentenció al oficial Justino a muerte durante la guerra isauria, pero después de un sueño decidió perdonarle la vida. Después de la muerte de Anastasio, Justino ascendió el trono, gobernando hasta su muerte en 527.